# ميندوجاس كاتيليناس
ميندوجاس كاتيليناس (بالليتوانية: Mindaugas Katelynas)‏ مواليد 16 مايو 1983، هو لاعب كرة سلة ليتواني بدأ مسيرته الاحترافية في سنة 2005 يلعب مع فريق بروس باسكتس في الدوري الألماني لكرة السلة ويحمل الرقم 22. يبلغ طوله 6 قدم 9 بوصة (2.1 م).

## فرق لعب لها
- بالاكانسترو كانتو
- أولمبيا ميلانو
- نادي إشبيلية لكرة السلة
- ليتوفوس رايتس
- طرابزون سبور لكرة السلة
- بروس باسكتس

## روابط خارجية
- ميندوجاس كاتيليناس على موقع الدوري الأوروبي لكرة السلة (الإنجليزية)
- ميندوجاس كاتيليناس على موقع الدوري الإسباني لكرة السلة (الإسبانية)
- ميندوجاس كاتيليناس على موقع كرة السلة الأوروبية.كوم (الإنجليزية)
- ميندوجاس كاتيليناس على موقع كلية كرة السلة في سبورتس رفرنس.كوم (الإنجليزية)
- ميندوجاس كاتيليناس على موقع ريلجم (الإنجليزية)
- ميندوجاس كاتيليناس على موقع بروبوليرز (الإنجليزية)
- ميندوجاس كاتيليناس على موقع سبورتس رفرنس (الإنجليزية)